# 弘前市立図書館
弘前市立図書館（ひろさきしりつとしょかん）は、青森県弘前市にある公共図書館である。なお、便宜上、弘前図書館を本館と記述する。また、合併前の岩木図書館・相馬図書館（ライブラリー）の沿革についても併せて記述する。

## 沿革
- 1903年（明治36年）8月23日[2] - 私立弘前図書館として開館。当時は、水曜日・土曜日・日曜日のみの開館。
- 1904年（明治37年）10月11日 - 本館建設工事起工[3]。
- 1906年（明治39年）
  - 2月28日 - 弘前市議会にて、弘前市立図書館の設置が議決され、可決された[4]。
  - 3月22日 - 本館竣工[3]。
  - 5月10日 - 市内の篤士家らによって新築された建物が弘前市に寄贈され、弘前市立弘前図書館として創立。
  - 5月29日 - 落成式と開館式挙行。
- 1931年（昭和6年）1月21日 - 東奥義塾倉庫からの出火により、小便室焼消。
- 1932年（昭和7年）7月27日 - 「津軽家文書」類を弘前城天守閣に保管。これは当館に保管室が無いため。
- 1939年（昭和14年）11月10日 - 図書祭を開催。
- 1942年（昭和17年）
  - 3月1日 - 中津軽郡地方事務所に本館の一部を貸す。本館は中庭に事務所を設置し、開館継続。
  - 9月25日 - 閲覧室が狭隘となったため、児童の閲覧を中止。
- 1944年（昭和19年）12月16日 - 暖房用薪炭が入荷せず、燃料代節約のため、開館時間を変更。
- 1951年（昭和26年）11月3日 - 創立45周年記念式典挙行。
- 1958年（昭和33年）7月14日 - 弘前市議会にて、弘前公園内に新築を決定。
- 1960年（昭和35年）
  - 11月29日 - 新築落成式挙行。
  - 12月1日 - 下白銀町1番6号に市立弘前図書館開館。
- 1961年（昭和36年）9月30日 - 旧火薬倉庫から蔵書を新館倉庫に移転。
- 1967年（昭和42年）5月29日 - 創立60周年記念式典挙行。
- 1973年（昭和48年）7月 - 相馬村(当時)公民館図書室開設。
- 1981年（昭和56年）11月 - 岩木町立(当時)中央公民館図書室開設。
- 1989年（平成元年）1月13日 - 起工式挙行[5]。
- 1990年（平成2年）
  - 3月10日 - 現在地への移転のため、本館が休館。
  - 7月1日 - 本館が現在地に移転・開館[6]。当時は月曜も休館日[7]で、開館時間は平日で9時30分から18時、土日は9時30分から17時だった[8]。
- 2001年（平成13年）1月4日 - 本館内に『りんご図書・資料コーナー』開設[9]。
- 2003年（平成15年）4月 - 岩木町立中央公民館図書室が、岩木町立図書館に格上げ。
- 2006年（平成18年）2月27日 - 市町村合併により、本館が弘前市立弘前図書館、岩木町立図書館が弘前市立岩木図書館、相馬村公民館図書室が弘前市立相馬図書館に名称変更。
- 2013年（平成25年）
  - 3月25日 - 弘前市役所相馬庁舎が移転し、相馬図書館を相馬ライブラリーに名称変更。
  - 7月27日 - ヒロロ3階ヒロロスクエア内にこども絵本の森開設。
- 2017年（平成29年）4月1日 - 運営が、弘前市から、TRC・アップルウェーブ・弘前ペンクラブ共同事業体による指定管理者へ移行（相馬ライブラリー除く）[10]。

## 所在地
- 本館
  - 弘前市大字下白銀町2番1号
- 岩木図書館
  - 弘前市大字賀田1丁目18番3号
- 相馬ライブラリー
  - 弘前市大字五所字野沢41番1号 弘前市役所相馬庁舎内
- こども絵本の森(図書館駅前分室)
  - 弘前市大字駅前町9番20号 ヒロロスクエア内

## サービス

### 開館時間
本館
- 平日 - 9:30～19:00
- 土日祝日 - 9:30～17:00

岩木図書館
- 平日 - 9:30～19:00
- 土日祝日 - 9:30～17:00

相馬ライブラリー
- 木曜～火曜 - 9:30～17:00

こども絵本の森
- 10:00 - 18:00

### 休館日
本館
- 第三木曜日・年末年始・蔵書整理日

岩木図書館
- 月曜日･年末年始・蔵書整理日

相馬ライブラリー
- 毎週水曜・年末年始

こども絵本の森
- 毎月第三木曜日・1月1日

### 貸出・返却
貸出
返却期限はすべて2週間以内
- 図書： 冊数無制限
- 雑誌（最新号は除く）： 2冊まで
- 視聴覚資料： 2点まで

返却
- 視聴覚資料や紙芝居は図書館・分館受付カウンター・移動図書館「はとぶえ号」のみの返却、図書は図書館・分館や下記施設設置の返却ポストの利用も可能。
  - まちなか情報センター
  - JR弘前駅中央改札口
  - 弘前市総合学習センター

## アクセス
本館
- 弘前市役所#本庁舎のアクセスを参照。

岩木図書館
- 弘南バス「岩木庁舎前」バス停下車。

相馬ライブラリー
- 弘南バス「相馬庁舎前」バス停下車。

こども絵本の森
- JR東日本奥羽本線・弘南鉄道弘南線弘前駅中央口から徒歩5分。
- 弘南バス土手町循環100円バス「大町1丁目」バス停・「ヒロロ前」バス停下車。

## 参考資料
- 『青森県立図書館史』（青森県立図書館・1979年2月23日発行）「青森県立図書館史年表」1017頁～1083頁。